# 碘酸钇
碘酸钇是一种无机化合物，化学式为Y(IO3)3。它的无水物可由硝酸钇和五氧化二碘的水热反应制得；二水合物可由高碘酸钇和高碘酸的水热反应制得。
Y(IO3)3的带隙为4.04 eV，相应的CB和VB分别为0.36和4.40 eV。